# Mi-août en Bretagne
La Mi-août en Bretagne (Mi-août bretonne jusqu'en 2009) est une course cycliste par étapes française disputée en Bretagne jusqu'en 2012. 

## Histoire
Créée en 1960 par Eugène Dubois et interrompue en 1963, la Mi-août renaît en 1978 grâce à Louis Bihannic qui l'organise durant 30 ans. En 2008, Rémi Madec, son conseiller et ami, lui succède. 
Au cours de 39 éditions, la Mi-août a opposé les talents du cyclisme breton aux coureurs français et étrangers ; sans oublier les épreuves féminines qui se sont déroulées sur plusieurs éditions. 
Mêlant sport de haut niveau et ambiance festive au cœur de l’été, la Mi-Août en Bretagne s'achève en 2012 avec la victoire du canadien David Veilleux.

## Type de courses
Elles se sont déroulées en circuits fermés de 5 à 10 kilomètres à parcourir plusieurs fois pour une distance totale de 120 à 180 kilomètres jusqu'en 2008. À partir de 2009, un parcours en ligne de 80 kilomètres précède le final qui se déroule sur un circuit à parcourir de 8 à10 fois pour chacune des quatre étapes.
Le nombre d'épreuves de la Mi-août a varié de 3 à 15 selon les années.

## Classements généraux: au points jusqu'en 2007 puis au temps à partir de 2008[2]
La Mi-août s'est disputée sous forme de challenge jusqu’en 2007. 
Chaque épreuve distribue des points aux coureurs selon leurs classements pour désigner le vainqueur final. Exemple : Christopher Froome vainqueur en 2007. https://www.letelegramme.fr/sports/cyclisme/tour-de-france/tour-de-france-chris-froome-a-grandi-en-bretagne-18932.php
En 2008, la Mi-août devient la première course à étapes sur circuits sécurisés avec une partie en ligne et un final sur circuit à parcourir 8 à 10 fois. En plus des classements annexes aux points, le classement général au temps désigne le vainqueur final.
L'Union cycliste internationale lui accorde en 2009, le statut de course à étapes classe UCI Europe Tour 2.2.

## Palmarès

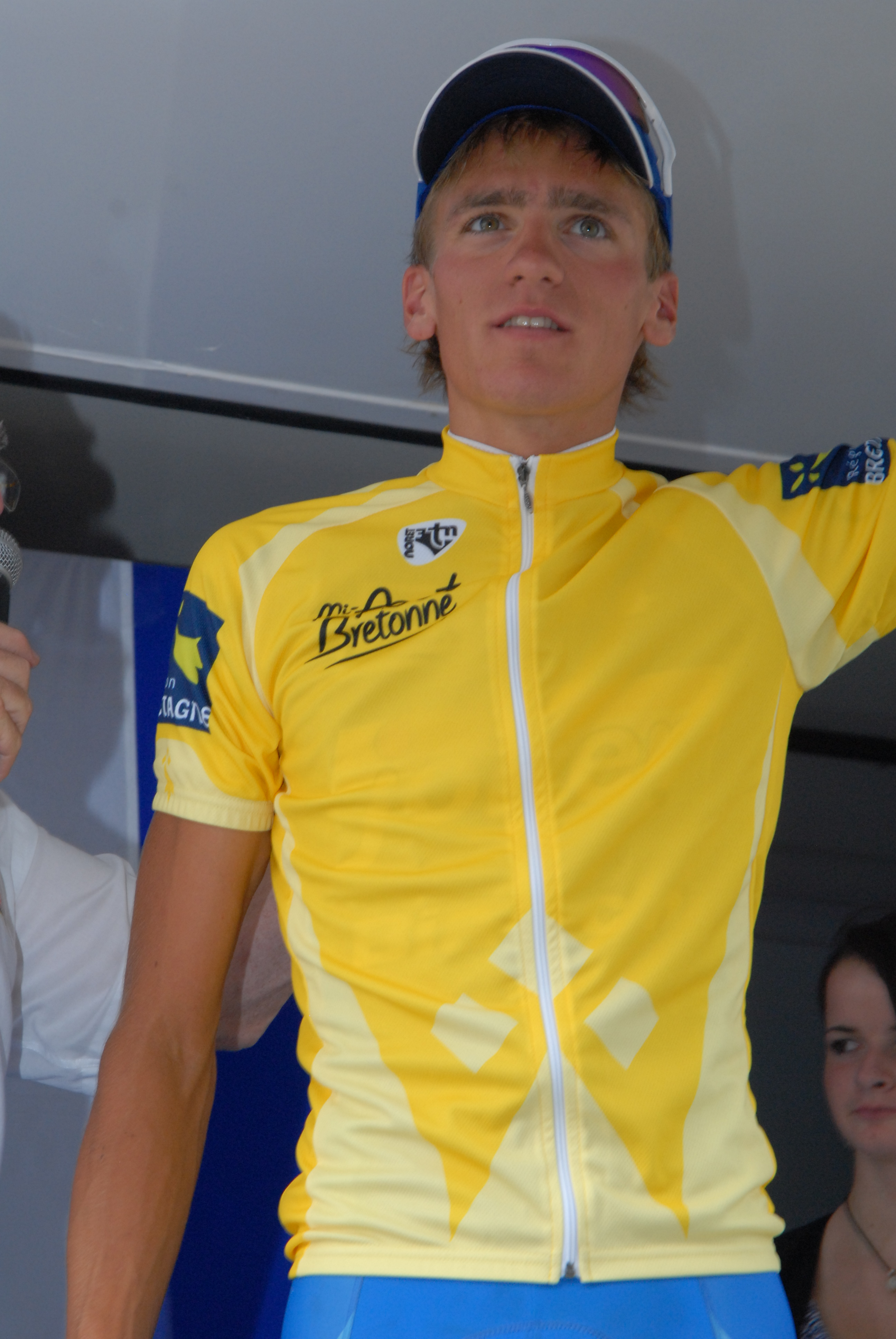
Frederik Wilmann, vainqueur en 2009

## Palmarès[4]
| Année                   | Vainqueur           | Deuxième            | Troisième            |  |
| ----------------------- | ------------------- | ------------------- | -------------------- |  |
| Mi-août bretonne        |                     |                     |                      |  |
| éditions professionnels |                     |                     |                      |  |
| 1961                    | Fernand Picot       | François Le Bihan   | André Ruffet         |  |
| 1962                    | Jean Gainche        | Henry Anglade       | Pierre Ruby          |  |
| 1963                    | Jean Bourlès        | Jean Gainche        | Georges Groussard    |  |
| éditions amateurs       |                     |                     |                      |  |
| 1978                    | Gildas Le Menn      |                     |                      |  |
| 1979                    | Philippe Dalibard   |                     |                      |  |
| 1980                    | Philippe Dalibard   |                     |                      |  |
| 1981                    | Patrick Busolini    |                     |                      |  |
| 1982                    | Jean-Pierre Paul    |                     |                      |  |
| 1983                    | Jacky Gesbert       |                     |                      |  |
| 1984                    | Guy Bernard         |                     |                      |  |
| 1985                    | Hubert Graignic     |                     |                      |  |
| éditions open           |                     |                     |                      |  |
| 1986                    | Philippe Dalibard   | Christian Seznec    | Michal Ragot         |  |
| 1987                    | Philippe Dalibard   | Dominique Le Bon    | Mariano Martinez     |  |
| 1988                    | Philippe Dalibard   | René Bittinger      | Dominique Le Bon     |  |
| 1989                    | Philippe Dalibard   | Félix Urbain        | Pascal Churin        |  |
| 1990                    | Marek Świniarski    | ?                   | ?                    |  |
| 1991                    | Linas Knistautas    | Marek Świniarski    | Naglis Ciplijauskas  |  |
| 1992                    | François Simon      | Franck Morelle      | Dominique Le Bon     |  |
| 1993                    | Jonas Romanovas     | Remigius Lupeikis   | Artūras Kasputis     |  |
| 1994                    | Saulius Šarkauskas  | ?                   | Remigius Lupeikis    |  |
| 1995                    | Nicolas Jalabert    | Christophe Rinero   | Jacques Bogdaski     |  |
| 1996                    | David Delrieu       | Vincent Cali        | Cezary Zamana        |  |
| 1997                    | Anthony Morin       | Cédric Dedoncker    | Christopher Horner   |  |
| 1998                    | Jean-Michel Tessier | Jean-Philippe Yon   | Cyrille Prisé        |  |
| 1999                    | Stéphan Ravaleu     | Cees Jeurissen      | Guillaume Auger      |  |
| 2000                    | Jamie Drew          | Frédéric Gabriel    | Samuel Plouhinec     |  |
| 2001                    | Lilian Jégou        | Shinichi Fukushima  | Stéphane Auroux      |  |
| 2002                    | Lilian Jégou        | Frédéric Finot      | Simone Mori          |  |
| 2003                    | Mickaël Buffaz      | Francesco Cipoletta | Yann Pivois          |  |
| 2004                    | Stéphane Conan      | David Le Lay        | Stéphane Pétilleau   |  |
| 2005                    | Frédéric Lubach     | Sébastien Duret     | Mickaël Leveau       |  |
| 2006                    | Stefan Kushlev      | Jonathan Dayus      | Joel Pearson         |  |
| 2007                    | Christopher Froome  | Franck Charrier     | Sébastien Harbonnier |  |
| 2008                    | Piotr Zieliński     | Frédéric Lubach     | Guillaume Malle      |  |
| 2009                    | Frederik Wilmann    | Kévin Lalouette     | Julien Bérard        |  |
| Mi-août en Bretagne     |                     |                     |                      |  |
| 2010                    | Jean-Luc Delpech    | Kévin Lalouette     | Kristian House       |  |
| 2011                    | Mark McNally        | Stian Remme         | Gilles Devillers     |  |
| 2012                    | David Veilleux      | Christer Rake       | Alexandre Blain      |  |

## Palmarès des prix
|      | Prix d'Armorique | Prix Xavier Louarn | Prix du Calvaire   | Prix d'Armor     | Prix des Moissons | Prix de la Mi-août | Prix des blés d'or  | Prix des falaises  | Prix du Léon       |
| 1996 | Johan Capiot     |                    | Vincent Cali       | Frédéric Gabriel | Frédéric Gabriel  | Vincent Cali       |                     |                    |                    |
| 1997 | Andreas Beikirch | Cyril Saugrain     | Anthony Morin      | Anthony Morin    | Emmanuel Magnien  | Frankie Andreu     | Ole Simensen        | Michel Lallouet    |                    |
| 1998 |                  |                    | Christophe Capelle | Hans De Meester  |                   |                    | Frédéric Bessy      | Vincent Cali       |                    |
| 1999 | Saulius Ruškys   |                    | Jérôme Bonnace     | Stéphan Ravaleu  | Michel Lallouet   |                    | Anthony Morin       | Thor Hushovd       | Thor Hushovd       |
| 2000 | Steve Zampieri   | Damien Nazon       |                    | Marc Vanacker    |                   |                    | Baden Cooke         |                    | Jean-Cyril Robin   |
| 2001 | Gilles Canouet   | Stéphane Pétilleau |                    |                  |                   |                    | Guillaume Judas     |                    | Alexei Sivakov     |
| 2002 | Samuel Dumoulin  |                    |                    | Nicolas Liboreau |                   | Simone Mori        | Yuriy Krivtsov      |                    | Frédéric Finot     |
| 2003 | Yasutaka Tashiro |                    |                    |                  | Mickaël Buffaz    |                    | Christophe Guillome |                    | Yannick Talabardon |
| 2004 | Stéphane Conan   |                    |                    |                  | Yann Pivois       | Nicholas White     | Yannick Talabardon  |                    |                    |
| 2005 | Charles Guilbert |                    |                    |                  |                   | Charles Guilbert   |                     | Frédéric Delalande |                    |
| 2006 | Pierre Rolland   |                    |                    |                  |                   | Christophe Diguet  | Fabien Bacquet      |                    | Stefan Kushlev     |
| 2007 | Yoann Offredo    |                    |                    |                  |                   | Erwan Brenterch    | Kévin Lalouette     |                    | Franck Charrier    |

## Vainqueurs des étapes en 2008
| Classements par étape              | 1er              | 2ème               | 3ème             | Km  | Moyenne |
| ---------------------------------- | ---------------- | ------------------ | ---------------- | --- | ------- |
| Poullaouen-Poullaouen              | Fabien Taillefer | Guillaume Malle    | Piotr Zielinski. | 154 | 43,7    |
| Pont-Scorff-Quéven-Cléguer         | Piotr Zielinski  | Christophe Laborie | Samuel Plouhinec | 157 | 41,5    |
| Guerlesquin-Le Ponthou-Guerlesquin | Fabien Taillefer | Tony Cavet         | Laurent Pichon   | 150 | 37,8    |

## Vainqueurs des étapes en 2009
| Classements par étape              | 1er                | 2ème             | 3ème              | Km  | Moyenne |
| ---------------------------------- | ------------------ | ---------------- | ----------------- | --- | ------- |
| Plouha-Pontrieux                   | Niels Albert       | Julien Bérard    | Frederick Wilmann | 167 | 42      |
| Cléden-Poullaouen                  | Timofey Kritskiy   | A Prishpetiniy   | Florent Barle     | 175 | 41,9    |
| Pont-Scorff-Quéven-Cléguer         | Christophe Laborie | Nicolas David    | Thomas Damuseau   | 172 | 41,4    |
| Guerlesquin-Le Ponthou-Guerlesquin | Davy Commeyne      | Kevin Lallouette | A Prishpetiniy    | 161 | 42,5    |

## Vainqueurs des étapes en 2010
| Classements par étape              | 1er              | 2ème               | 3ème              | Km  | Moyenne |
| ---------------------------------- | ---------------- | ------------------ | ----------------- | --- | ------- |
| Plouec du Trieux-Pontrieux         | Guillaume Boivin | Fabien Sidaner     | Mathieu Halléguen | 170 | 41,5    |
| Poullaouen-Poullaouen              | Maxime Renault   | Shinichi Fukushima | Jean Luc Delpech  | 175 | 41,9    |
| Pont-Scorff-Quéven- Gestel-Cléguer | Guillaume Boivin | Jean Luc Delpech   | Jens Keukeleire   | 185 | 43,9    |
| Guerlesquin-Le Ponthou-Guerlesquin | Vincent Ragot    | Erwan Brenterch    | Romain Guillemois | 178 | 40,6    |

## Vainqueurs des étapes en 2011
| Classements par étape              | 1er                | 2ème           | 3ème           | Km  | Moyenne |
| ---------------------------------- | ------------------ | -------------- | -------------- | --- | ------- |
| Plouec du Trieux-Pontrieux         | Kai Reus           | Florian Vachon | David Chopin.  | 171 | 40,9    |
| Poullaouen-Scrignac-Poullaouen     | Philipp Walsleben  | David Chopin   | Anthony Vignes | 171 | 40,4    |
| Pont-Scorff-Quéven- Gestel-Cléguer | David Bella Garcia | Mark McNally   | Stian Remme    | 166 | 39,2    |
| Guerlesquin-Le Ponthou-Guerlesquin | Shane Archbold     | Guillaume Blot | César Bihel    | 179 | 38,9    |

## Vainqueurs des étapes en 2012
| Classements par étape              | 1er            | 2ème               | 3ème             | Km  | Moyenne |
| ---------------------------------- | -------------- | ------------------ | ---------------- | --- | ------- |
| Guimgamp-Ploumagoar                | David Veilleux | Bjorn Thurau       | Alexandre Blain. | 182 | 43,6    |
| Pont-Scorff-Quéven- Gestel-Cléguer | Ian Bibby      | Olivier Lefrançois | Fabien Schmidt   | 166 | 39,7    |
| Poullaouen-Scrignac-Poullaouen     | Fabien Schmidt | Ian Bibby          | David Chopin     | 177 | 39,6    |
| Guerlesquin-Le Ponthou-Guerlesquin | Marcel Meisen  | Russel Downing     | Alexandre Blain  | 179 | 39,5    |

## Reportages vidéo
- 2001
  - https://www.dailymotion.com/video/xat60g
  - https://www.dailymotion.com/video/xathl2
- 2008
  - https://www.dailymotion.com/video/x6k9cr
- 2009
  - https://www.youtube.com/watch?v=pqiQUZBAlLM
- 2010
  - https://www.dailymotion.com/video/xat60g

- 2012 
  - https://www.youtube.com/watch?v=oV0ucSvKvp8
  - https://www.youtube.com/watch?v=51jLCt7nwuk
  - https://www.youtube.com/watch?v=293AjwHv_LA

## Presse: quelques reportages
- 2009
  - https://www.cyclingnews.com/races/mi-aout-bretonne-2-2/stage-1/results/
  - https://www.cyclingnews.com/races/mi-aout-bretonne-2-2/stage-4/results/
  - https://www.sportbreizh.com/actualites-mi-aout-bretonne-place-a-la-finale-1925-1185-0-0.html
  - https://www.paperblog.fr/2211620/mi-aout-bretonne-2-eme-etape-julien-berard-nouveau-leader/
  - https://www.letelegramme.fr/cotes-d-armor/pontrieux-22260/spanmi-aout-bretonnespan-arrivee-de-la-premiere-etape-mercredi-580132.php
- 2010
  - https://www.cyclingnews.com/races/mi-aout-bretonne-2-2-1/stage-1/results/
  - https://www.letelegramme.fr/sports/cyclisme/mi-aout-en-bretagne-3e-etape-pont-scorff-cleguer-le-canadien-boivin-voit-double-970737.php
  - https://www.sportbreizh.com/actualites-tout-savoir-sur-la-mi-aout-en-bretagne-1925-10458-0-0.html
- 2011
  - https://www.cyclingnews.com/races/la-mi-aout-en-bretagne-2011/
- 2012
  - https://www.letelegramme.fr/finistere/carhaix-29270/spanmi-aout-en-bretagnespan-un-beau-vecteur-de-promotion-1575093.php
  - https://www.velo101.com/actualite/schmidt-leclaircie-bretonne/